# رالف هايد
رالف هايد (بالإنجليزية: Ralph Hyde)‏ هو مؤرخ الفن بريطاني، ولد في 25 مارس 1939، وتوفي في 5 يونيو 2015.